# Kutum (peixe)
O Kutum (Rutilus kutum, familia Cyprinidae) é um peixe encontrado no Mar Cáspio.